# Problepsis rotifera
Problepsis rotifera là một loài bướm đêm trong họ Geometridae.